# Irish National Heritage Park

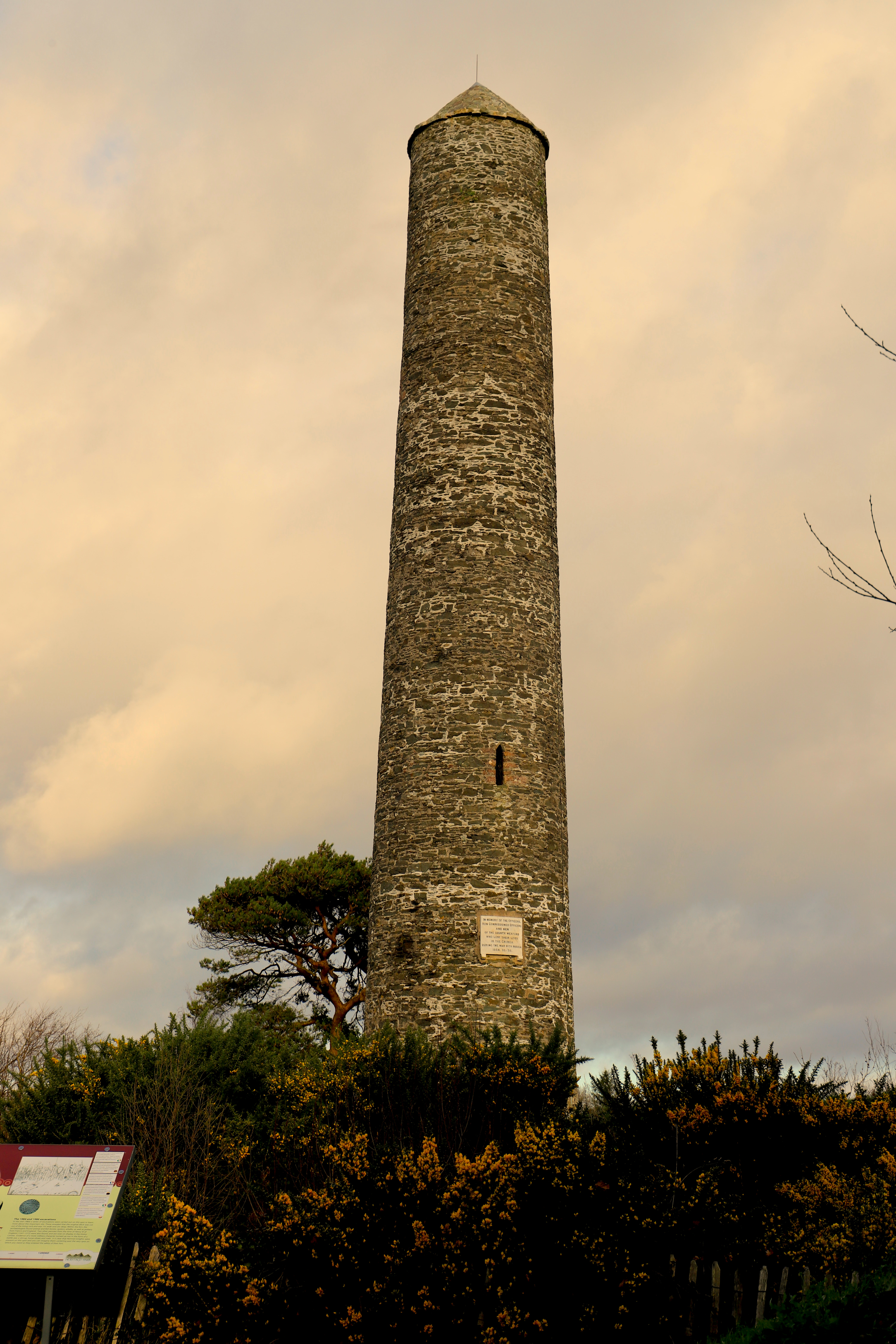
Wahrzeichen, der weithin sichtbarer Rundturm

Der Irish National Heritage Park ist ein Freilichtmuseum in Ferrycarrig (irisch Caladh na Carraige), nordwestlich von Wexford an der Landstraße B730 im County Wexford in Irland. Der Park wurde 1987 auf einem etwa 14 Hektar großem Sumpfgebiet am River Slaney eröffnet und seitdem stetig ausgebaut. Auf zwei Rundwegen werden Bauten und Lebensumstände der irischen Bevölkerung über 9000 Jahre Geschichte hinweg gezeigt und vermittelt. Wahrzeichen des Parks ist der weithin sichtbare Rundturm, der im Jahr 1857 zum Gedenken an die im Krimkrieg gefallenen Einwohner aus Wexford gebaut wurde. Die hierfür benutzten Steine gehörten zu den Überresten der alten Normannenburg, die an dieser Stelle im 12. Jahrhundert errichtet worden war.
Rekonstruiert wurden im Park 16 historische Stätten, von ersten Lagerplätzen aus der Jungsteinzeit, über einen Crannóg aus der Bronzezeit, einer Klosteranlage mit einem bemalten Hochkreuz sowie einem Clochán aus dem frühen Christentum und einer Wikingersiedlung, bis hin zu Anlagen aus der Zeit der Normannen.
Die verwendeten Bauweisen und Baustoffe sind dabei so authentisch wie möglich, weil die einzelnen Projekte im Rahmen von experimenteller Archäologie ausgeführt wurden.
Endpunkt des Rundweges ist das Gelände, auf dem Robert FitzStephen 1169 die erste normannische Siedlung in Irland gegründet hat, womit die normannische Invasion begann. Bei ersten archäologischen Ausgrabungen wurden hier bereits in den 1980er Jahren Töpferwaren, Nägel, Pfeilspitzen und Tierknochen aus dem 13. und 14. Jahrhundert gefunden. Seit 2018 werden die Ausgrabungsarbeiten fortgesetzt. Vom hier stehenden Rundturm aus ist auf der anderen Seite der B730 die Ruine des Ferrycarrig Tower House zu sehen, ein Burgturm aus normannischer Zeit.

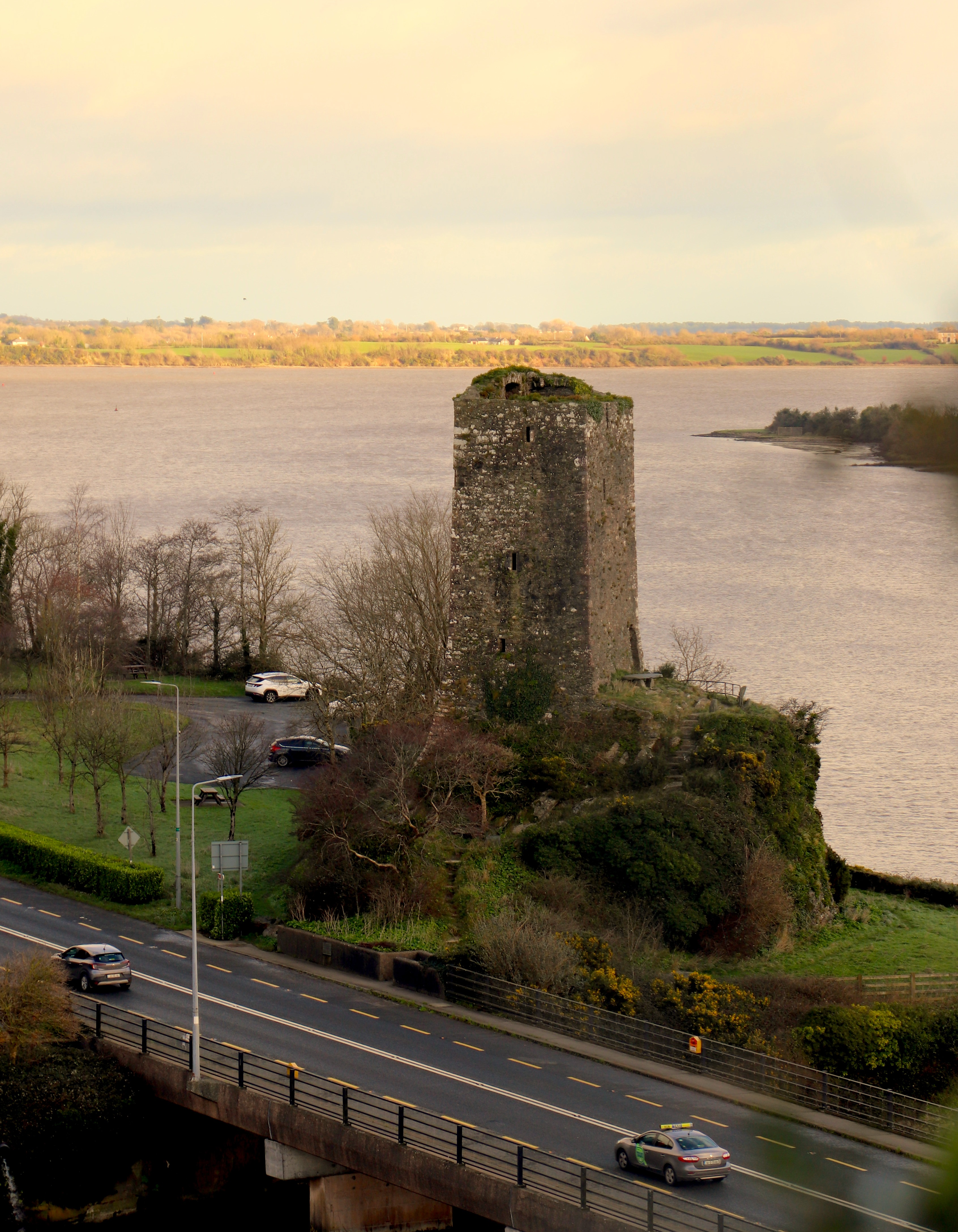
Blick auf das Ferrycarrig Tower House und den River Slaney, auf der anderen Seite der B730

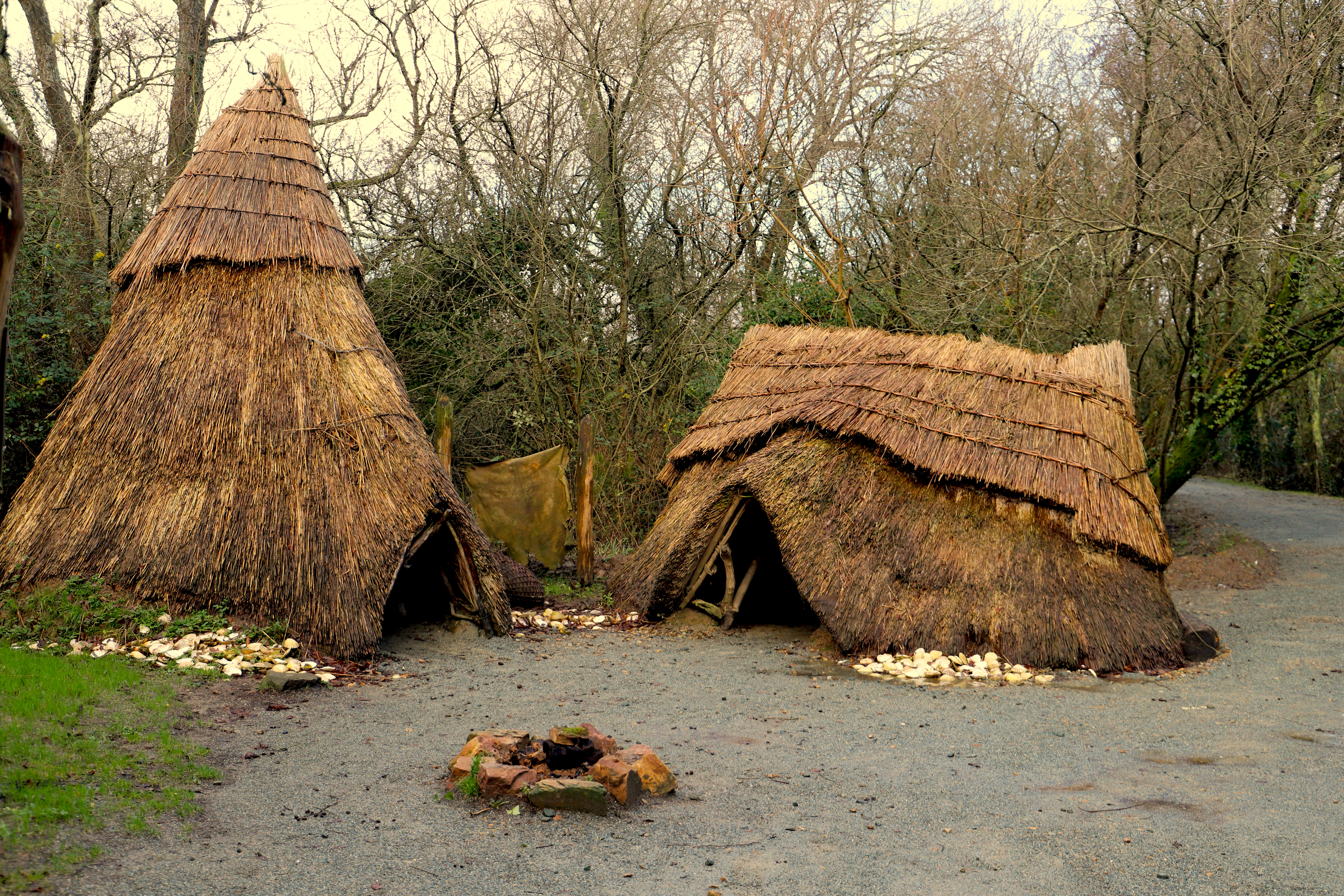
Nachbau einer Steinzeitsiedlung
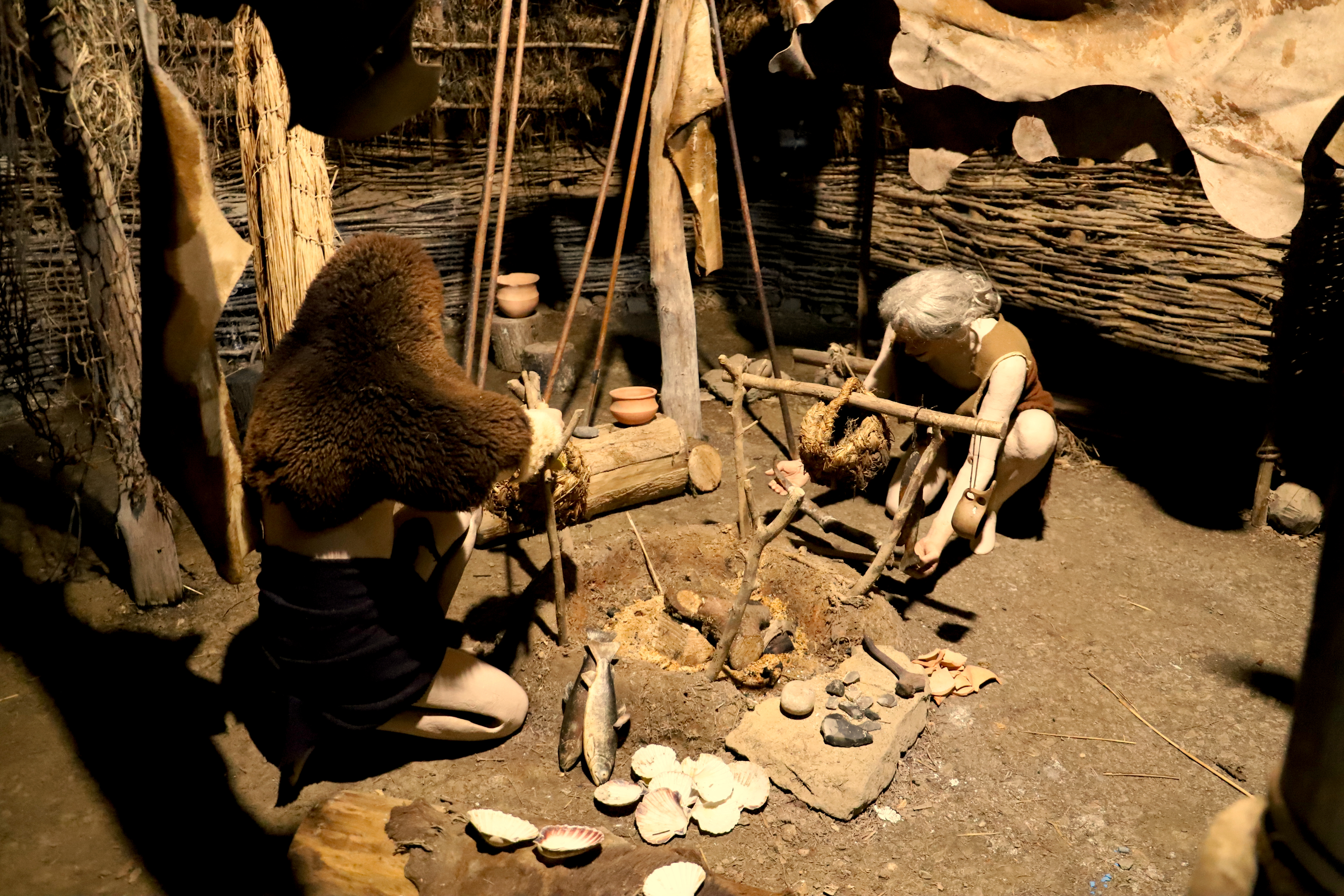
Blick in eine Steinzeithütte
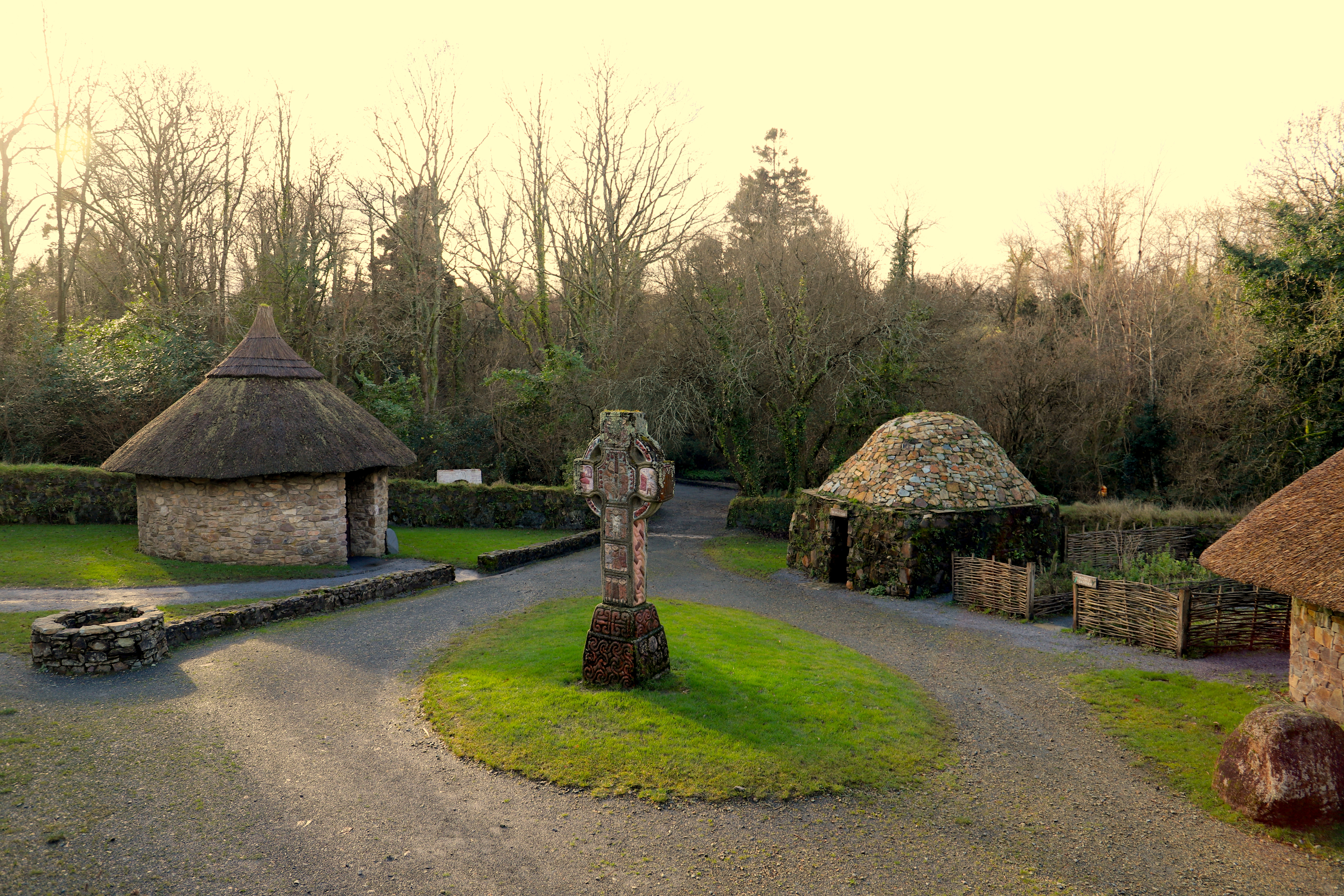
Klostersiedlung
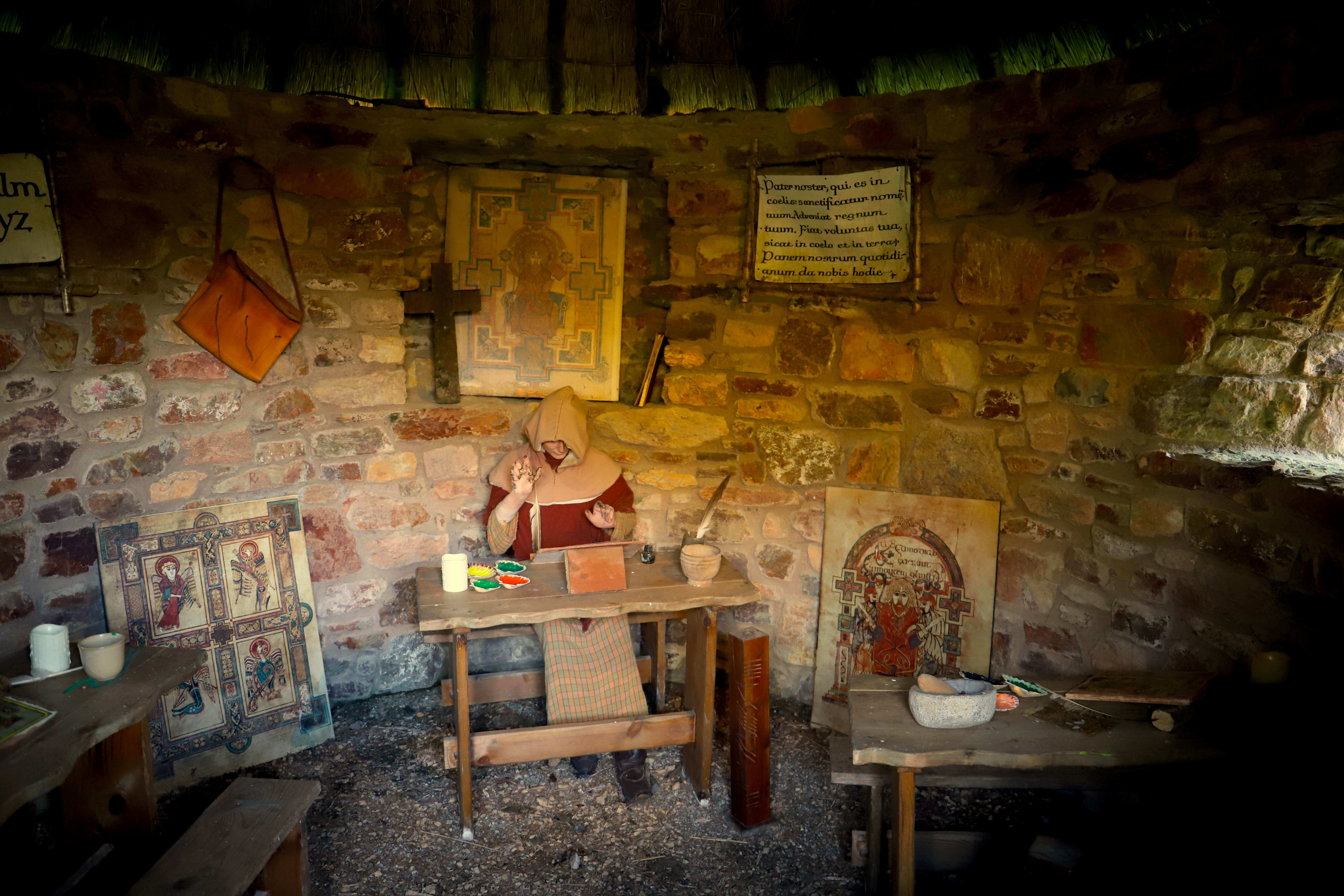
Skriptorium der Klostersiedlung
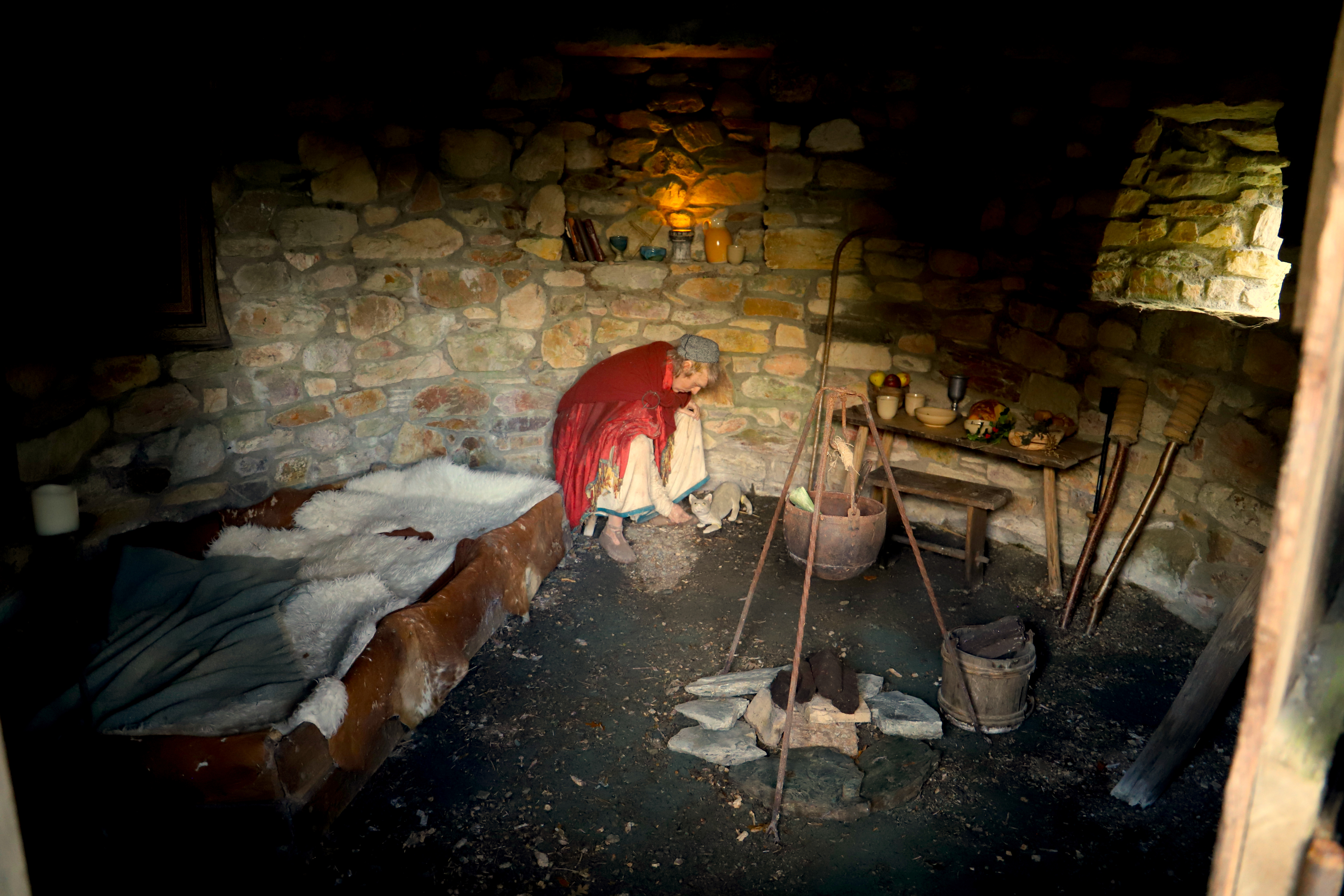
Haus des Abtes, Klostersiedlung
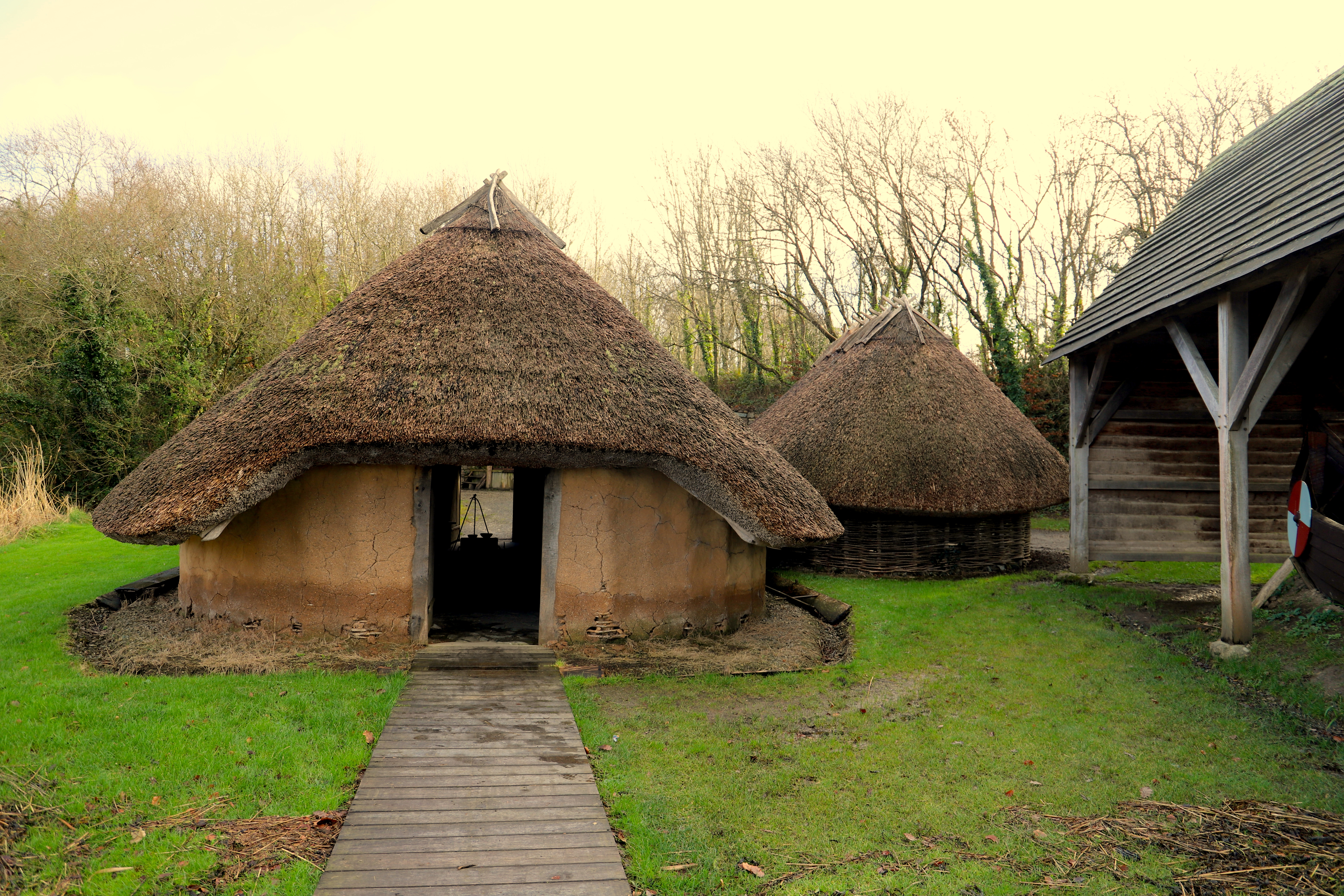
Nachbau einer Wikingersiedlung
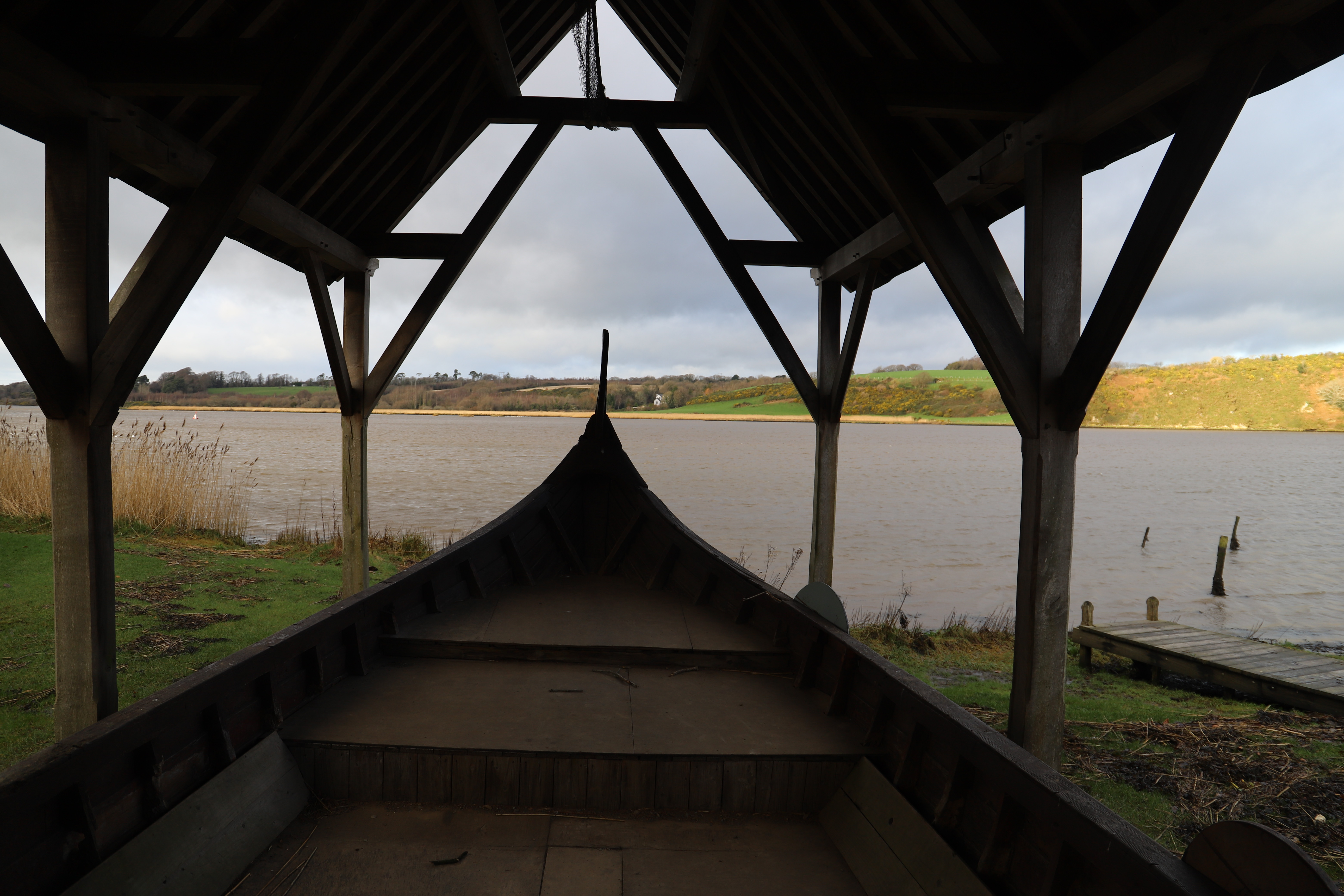
Wikingerwerft mit River Slaney